# 郑云华
郑云华（？—）籍贯不详，中国人民解放军少将。

## 生平
郑云华先后毕业于中国人民解放军南昌陆军学院、中国人民解放军洛阳外国语学院、中国人民解放军国防大学，是军事学博士。长期在中国人民解放军国防大学工作，历任中国人民解放军国防大学训练部教务部副部长、部长，中国人民解放军国防大学进修学院院长，中国人民解放军国防大学副教育长。2017年出任新调整组建的中国人民解放军国防大学教育训练部部长。

## 著作
郑云华出版的专著与合著主要有：
- 《中国人民解放军战争史学习纲要》
- 《军事思想概论》
- 《邓小平军事理论》
- 《亚历山大传》
- 《战略理论学习指南》
- 《中国革命战争纪实：抗日战争（新四军卷）》